# Singerina indica
Singerina là một chi nấm trong họ Agaricaceae. Đây là chi đơn loài, chứa một loài Singerina indica.